# Jasmonatos

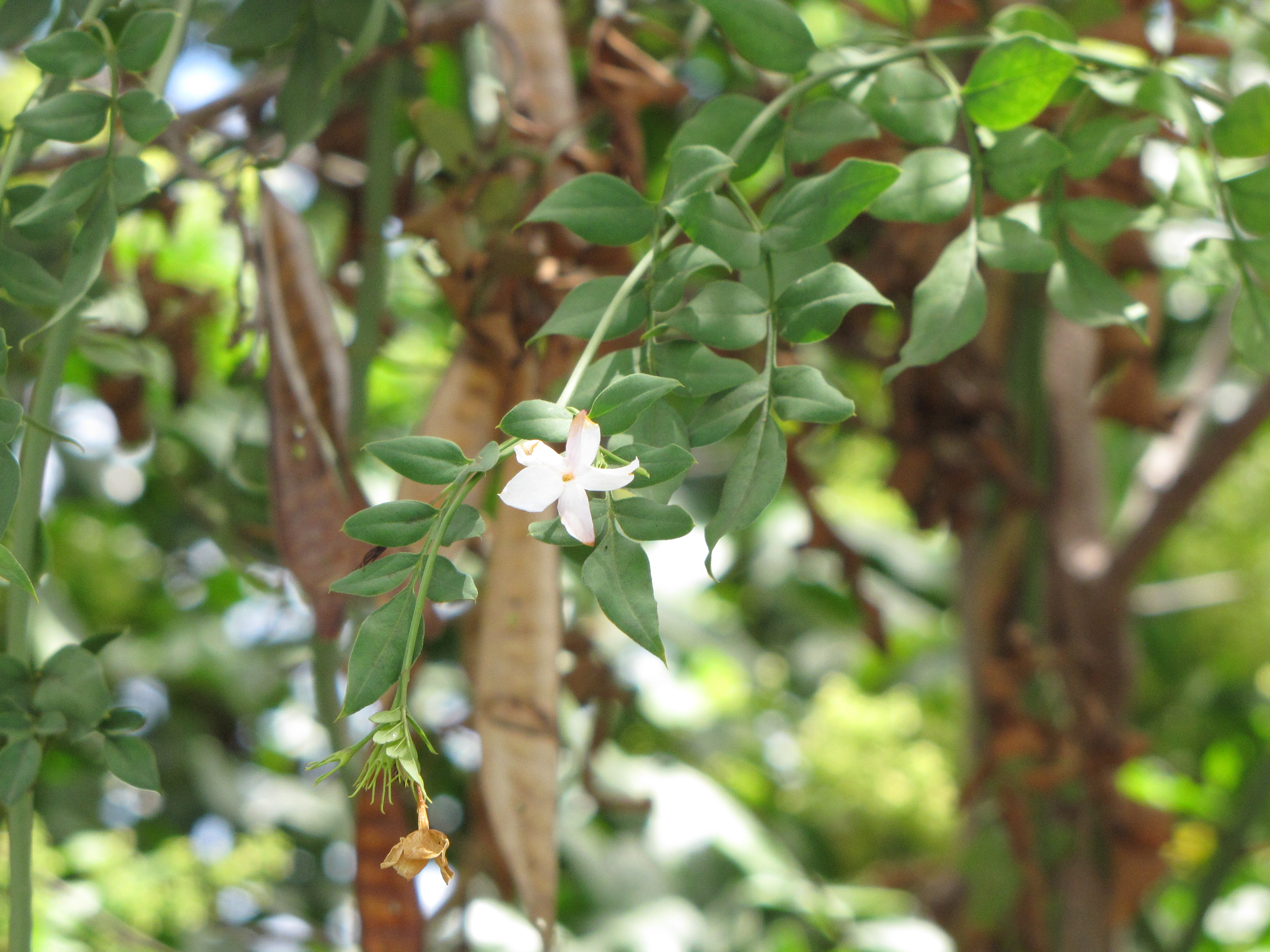
Jasminum grandiflorum

Los jasmonatos (JAs) son fitohormonas de origen lipídico que regulan una amplia gama de procesos en las plantas, que van desde el crecimiento y la fotosíntesis hasta el desarrollo reproductivo. En particular, los JAs son fundamentales para las defensas vegetales contra la herbivoría y las respuestas de las plantas a las malas condiciones ambientales y otros tipos de desafíos abióticos y bióticos. Algunos JAs también pueden liberarse como compuestos orgánicos volátiles (COVs) para permitir la comunicación entre plantas en previsión de peligros mutuos.

## Historia
El aislamiento del jasmonato de metilo (MeJa) a partir del aceite de jazmín derivado de Jasminum grandiflorum condujo al descubrimiento de la estructura molecular de los jasmonatos y su nombre en 1962, mientras que el ácido jasmónico en sí fue aislado a partir de Lasiodiplodia theobromae, un hongo fitopatógeno, en 1971.

## Biosíntesis
Los jasmonatos (JAs) son oxilipinas, es decir, derivados de ácidos grasos oxigenados. Se biosintetizan a partir del ácido linolénico en las membranas de los cloroplastos. La biosíntesis se inicia con la conversión del ácido linolénico en un peróxido, mediante la enzima lipoxigenasa (13-LOX). Este peróxido luego se cicla en presencia de la enzima óxido aleno sintasa para formar un óxido de aleno. Este óxido de aleno se reordena a medida que es catalizado por la enzima óxido aleno ciclasa para formar el ácido 12-oxo-fitodienoico (OPDA),
que luego se somete a una reducción y tres rondas de oxidación para formar el ácido (+)-7-iso-jasmónico (o (+)-7-iso-JA). En ausencia de enzima, este ácido iso-jasmónico se isomeriza a ácido jasmónico Solo la conversión del ácido linolénico en OPDA ocurre en el cloroplasto; todas las reacciones posteriores ocurren en el peroxisoma.

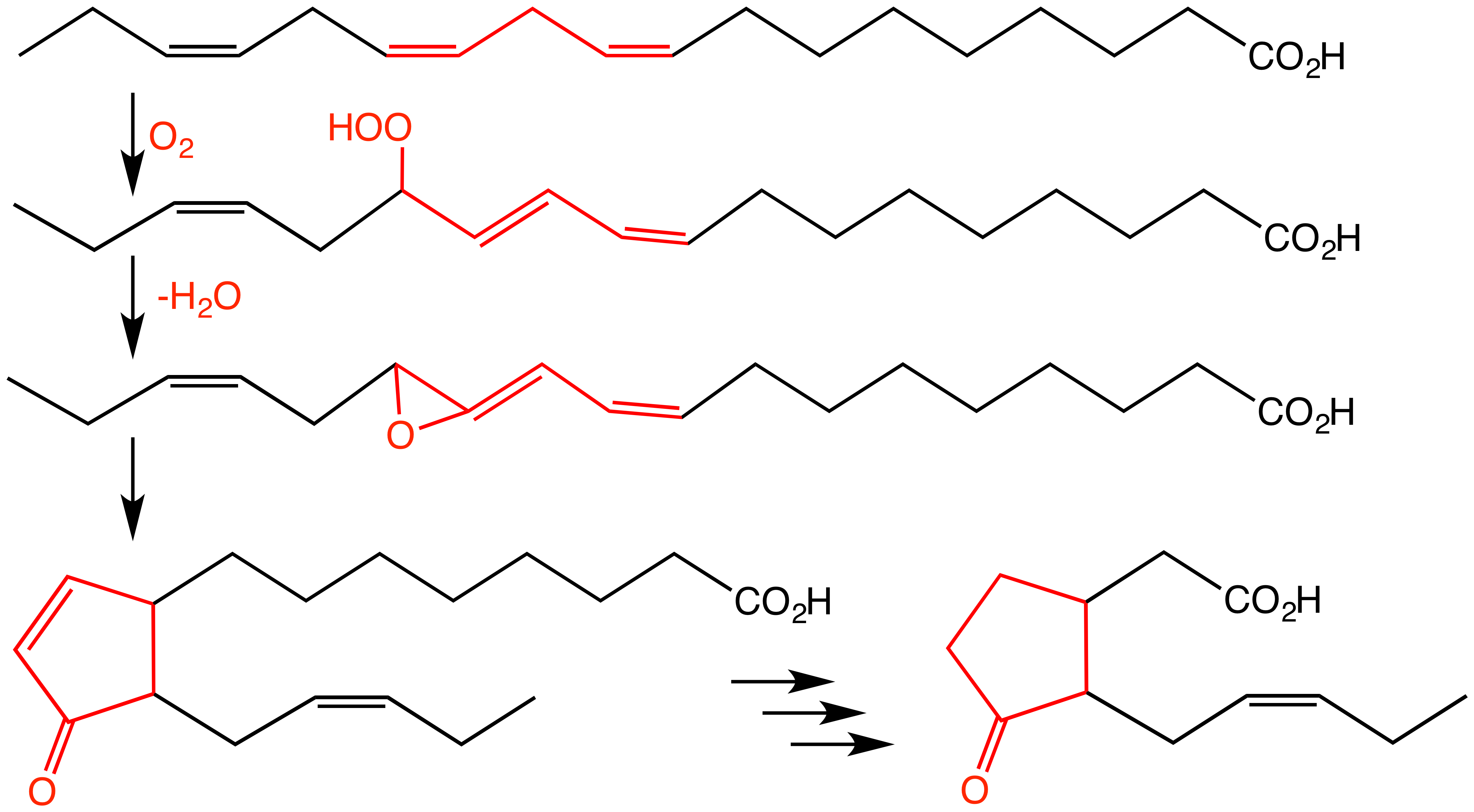
Vía metabólica para la biosíntesis del ácido jasmónico a través del intermedio de óxido de aleno. Se resalta en rojo el núcleo de pentadieno donde tienen lugar las reacciones.

El propio JA puede metabolizarse adicionalmente en derivados activos o inactivos. El jasmonato de metilo (MeJA) es un compuesto volátil que es potencialmente responsable de la comunicación entre plantas. El JA conjugado con el aminoácido isoleucina (Ile) da como resultado el JA-Ile, que actualmente es el único derivado de JA conocido necesario para la señalización de JA.

## Función
Aunque los jasmonatos (JAs) regulan muchos procesos diferentes en la planta, se comprende mejor su papel en la respuesta a las heridas. Después de heridas mecánicas o herbivoría, la biosíntesis de JAs se activa rápidamente, lo que lleva a la expresión de los genes de respuesta apropiados. Por ejemplo, en el tomate, las heridas producen moléculas de defensa que inhiben la digestión de las hojas en el intestino del insecto. Otro resultado indirecto de la señalización de JAs es la emisión volátil de compuestos derivados de JA. El MeJA en las hojas puede viajar en el aire a las plantas cercanas y elevar los niveles de transcripciones relacionadas con la respuesta de la herida. En general, esta emisión puede regular aún más la síntesis y señalización de JAs e inducir a las plantas cercanas a preparar sus defensas en caso de herbivoría.
Siguiendo su papel en la defensa, los JAs también se han implicado en la muerte celular y la senescencia de las hojas. Los JAs pueden interactuar con muchas quinasas y factores de transcripción asociados con la senescencia. Los JAs también puede inducir la muerte mitocondrial al inducir la acumulación de especies reactivas de oxígeno (ROS). Estos compuestos alteran las membranas de las mitocondrias y comprometen la célula al causar apoptosis o muerte celular programada. El papel de los JAs en estos procesos sugiere métodos mediante los cuales la planta se defiende contra los desafíos bióticos y limita la propagación de infecciones.
El ácido jasmónico y sus derivados los jasmonatos también están implicados en el desarrollo de plantas, simbiosis y una serie de otros procesos incluidos en la lista a continuación:
- Al estudiar mutantes que sobreexpresan JAs, uno de los primeros descubrimientos fue que los JAs inhiben el crecimiento de las raíces. El mecanismo detrás de este evento aún no se comprende.[7][8]
- Los JAs juegan muchos roles en el desarrollo de las flores. Los mutantes en la síntesis de JAs o en la señalización de JAs en Arabidopsis se presentan con esterilidad masculina, típicamente debido a un desarrollo retardado. Los mismos genes que promueven la fertilidad masculina en Arabidopsis promueven la fertilidad femenina en tomates. La sobreexpresión de 12-OH-JA también puede retrasar la floración.[8]
- El JA y el MeJA inhiben la germinación de semillas no dormidas y estimulan la germinación de semillas inactivas.[9]
- Los altos niveles de JAs estimulan la acumulación de proteínas de almacenamiento; por lo que los genes que codifican proteínas de almacenamiento vegetativo responden a JAs. Específicamente, el ácido tuberónico, un derivado de JAs, induce la formación de tubérculos.[10][11]
- Los JAs también juegan un papel en la simbiosis entre plantas y microorganismos; sin embargo, su función precisa aún no está clara. Los JAs actualmente parecen regular el intercambio de señales y la regulación de la nodulación entre leguminosas y rizobio. Por otro lado, los niveles elevados de JAs parecen regular la partición de carbohidratos y la tolerancia al estrés en las plantas micorrízicas.[12]